# トレイル (ブリティッシュコロンビア州)
トレイル（英語：Trail）は、カナダ・ブリティッシュコロンビア州の内陸部の都市。クートニー・バウンダリー地域の行政府が置かれている。市名の元にもなったデュードニー・トレイルがこの地域を通っている。
元々、トレイル・クリーク、トレイル・クリーク・ランディングと呼ばれていたが、1897年にトレイルと短縮された。

## 産業
マンハッタン計画にも参画した、大規模な鉛亜鉛精錬所テック・コミンコ精錬所が置かれている。